# Sandi Lovrić
Sandi Lovrić (Lienz, 28 marzo 1998) è un calciatore austriaco naturalizzato sloveno, centrocampista dell'Udinese, di cui è vice-capitano, e della nazionale slovena.

## Biografia
I genitori di Lovrić sono di origine croata: suo padre è originario di Slavonski Brod, mentre sua madre è una croata di Bosnia ed Erzegovina di Modriča. Inizialmente si sono trasferiti a Pirano, in Slovenia, come lavoratori migranti, per poi spostarsi in Austria, dov'è nato Lovrić. Lovrić parla fluentemente il tedesco, il croato, lo sloveno e l'italiano.
Da giovane, Lovrić trascorreva spesso le vacanze estive in Slovenia e citava il suo legame con il paese come motivo principale per rappresentare la squadra nazionale slovena.

## Caratteristiche tecniche
Centrocampista centrale dotato di grande visione di gioco e abile nei passaggi, possiede un buon tiro dalla distanza ed è bravo anche in fase difensiva; impiegabile davanti alla difesa e come mezzala, si distingue per le sue qualità tecniche e per la predisposizione alla conclusione in porta. Per le sue caratteristiche è stato paragonato a giocatori come Claudio Marchisio e Radja Nainggolan, anche se lui ha dichiarato d'ispirarsi a Luka Modrić.

## Carriera

### Club
Cresciuto nelle giovanili dello Sturm Graz, ha debuttato in prima squadra con gli austriaci nel 2014.
Il 3 luglio 2019 viene acquistato dalla squadra svizzera del Lugano. Inizialmente riserva, a partire da gennaio diventa titolare del club, rivelandosi protagonista in più occasioni tra gol e assist.
Il 28 marzo 2022 firma un contratto quinquennale con l'Udinese, valido a partire dal 1º luglio seguente. Fa il suo esordio con i friulani il 5 agosto successivo nel successo per 2-1 sulla Feralpisalò nei trentaduesimi di Coppa Italia, mentre otto giorni più tardi esordisce anche in serie A subentrando a Walace nella partita in casa del Milan, persa per 4-2. Il 4 settembre segna la sua prima rete in serie A, firmando l'ultimo gol del rotondo successo sulla Roma per 4-0.

### Nazionale
Dopo avere rappresentato le selezioni giovanili austriache, nel settembre 2020, a seguito di un colloquio col ct Matjaž Kek, ha optato per giocare per la Slovenia, nazione delle sue origini. Il 7 ottobre dello stesso anno ha fatto il suo debutto con la massima selezione slovena in amichevole nel successo per 4-0 contro San Marino. Sette giorni dopo realizza la sua prima rete con i balcanici nel successo per 4-0 contro la Moldavia in Nations League.
Il 24 marzo 2021, in occasione delle qualificazioni ai mondiali 2022, realizza il gol del decisivo 1-0 contro la Croazia, consentendo agli sloveni di battere per la prima volta nella loro storia i croati.
Il 4 settembre dello stesso anno si ripete segnando il gol vittoria nella partita terminata 1-0 contro Malta.

## Statistiche

### Presenze e reti nei club
Statistiche aggiornate al 18 agosto 2025.
| Stagione          | Squadra           | Campionato        | Campionato | Campionato | Coppe nazionali | Coppe nazionali | Coppe nazionali | Coppe continentali | Coppe continentali | Coppe continentali | Altre coppe | Altre coppe | Altre coppe | Totale | Totale |
| Stagione          | Squadra           | Comp              | Pres       | Reti       | Comp            | Pres            | Reti            | Comp               | Pres               | Reti               | Comp        | Pres        | Reti        | Pres   | Reti   |
| ----------------- | ----------------- | ----------------- | ---------- | ---------- | --------------- | --------------- | --------------- | ------------------ | ------------------ | ------------------ | ----------- | ----------- | ----------- | ------ | ------ |
| 2014-2015         | Sturm Graz        | BL                | 8          | 0          | CA              | 0               | 0               | -                  | -                  | -                  | -           | -           | -           | 8      | 0      |
| 2015-2016         | Sturm Graz        | BL                | 8          | 0          | CA              | 2               | 0               | UEL                | 0                  | 0                  | -           | -           | -           | 10     | 0      |
| 2016-2017         | Sturm Graz        | BL                | 3          | 0          | CA              | 1               | 0               | -                  | -                  | -                  | -           | -           | -           | 4      | 0      |
| 2017-2018         | Sturm Graz        | BL                | 25         | 0          | CA              | 4               | 0               | UEL                | 3                  | 0                  | -           | -           | -           | 32     | 0      |
| 2018-2019         | Sturm Graz        | BL                | 20         | 1          | CA              | 1               | 0               | UCL+UEL            | 2+2                | 0                  | -           | -           | -           | 25     | 1      |
| Totale Sturm Graz | Totale Sturm Graz | Totale Sturm Graz | 64         | 1          |                 | 8               | 0               |                    | 7                  | 0                  |             | -           | -           | 79     | 1      |
| 2019-2020         | Lugano            | SL                | 27         | 3          | CS              | 2               | 0               | UEL                | 5                  | 0                  | -           | -           | -           | 34     | 3      |
| 2020-2021         | Lugano            | SL                | 33         | 2          | CS              | 2               | 2               | -                  | -                  | -                  | -           | -           | -           | 35     | 4      |
| 2021-2022         | Lugano            | SL                | 33         | 4          | CS              | 6               | 1               | -                  | -                  | -                  | -           | -           | -           | 39     | 5      |
| Totale Lugano     | Totale Lugano     | Totale Lugano     | 93         | 9          |                 | 10              | 3               |                    | 5                  | 0                  |             | -           | -           | 108    | 12     |
| 2022-2023         | Udinese           | A                 | 37         | 5          | CI              | 2               | 0               | -                  | -                  | -                  | -           | -           | -           | 39     | 5      |
| 2023-2024         | Udinese           | A                 | 29         | 1          | CI              | 2               | 1               | -                  | -                  | -                  | -           | -           | -           | 31     | 2      |
| 2024-2025         | Udinese           | A                 | 22         | 2          | CI              | 2               | 0               | -                  | -                  | -                  | -           | -           | -           | 24     | 2      |
| 2025-2026         | Udinese           | A                 | 0          | 0          | CI              | 1               | 0               | -                  | -                  | -                  | -           | -           | -           | 1      | 0      |
| Totale Udinese    | Totale Udinese    | Totale Udinese    | 88         | 8          |                 | 7               | 1               |                    | -                  | -                  |             | -           | -           | 95     | 9      |
| Totale carriera   | Totale carriera   | Totale carriera   | 245        | 18         |                 | 25              | 4               |                    | 12                 | 0                  |             | -           | -           | 282    | 22     |

### Cronologia presenze e reti in nazionale
| Cronologia completa delle presenze e delle reti in nazionale ― Slovenia | Cronologia completa delle presenze e delle reti in nazionale ― Slovenia | Cronologia completa delle presenze e delle reti in nazionale ― Slovenia | Cronologia completa delle presenze e delle reti in nazionale ― Slovenia | Cronologia completa delle presenze e delle reti in nazionale ― Slovenia | Cronologia completa delle presenze e delle reti in nazionale ― Slovenia | Cronologia completa delle presenze e delle reti in nazionale ― Slovenia | Cronologia completa delle presenze e delle reti in nazionale ― Slovenia |
| Data                                                                    | Città                                                                   | In casa                                                                 | Risultato                                                               | Ospiti                                                                  | Competizione                                                            | Reti                                                                    | Note                                                                    |
| ----------------------------------------------------------------------- | ----------------------------------------------------------------------- | ----------------------------------------------------------------------- | ----------------------------------------------------------------------- | ----------------------------------------------------------------------- | ----------------------------------------------------------------------- | ----------------------------------------------------------------------- | ----------------------------------------------------------------------- |
| 7-10-2020                                                               | Lubiana                                                                 | Slovenia                                                                | 4 – 0                                                                   | San Marino                                                              | Amichevole                                                              | -                                                                       |                                                                         |
| 11-10-2020                                                              | Pristina                                                                | Kosovo                                                                  | 0 – 1                                                                   | Slovenia                                                                | UEFA Nations League 2020-2021 - 1º turno                                | -                                                                       | 85’                                                                     |
| 14-10-2020                                                              | Chișinău                                                                | Moldavia                                                                | 0 – 4                                                                   | Slovenia                                                                | UEFA Nations League 2020-2021 - 1º turno                                | 1                                                                       | 77’                                                                     |
| 11-11-2020                                                              | Lubiana                                                                 | Slovenia                                                                | 0 – 0                                                                   | Azerbaigian                                                             | Amichevole                                                              | -                                                                       | 46’                                                                     |
| 15-11-2020                                                              | Lubiana                                                                 | Slovenia                                                                | 2 – 1                                                                   | Kosovo                                                                  | UEFA Nations League 2020-2021 - 1º turno                                | -                                                                       | 9’ 87’                                                                  |
| 18-11-2020                                                              | Atene                                                                   | Grecia                                                                  | 0 – 0                                                                   | Slovenia                                                                | UEFA Nations League 2020-2021 - 1º turno                                | -                                                                       | 90+2’                                                                   |
| 24-3-2021                                                               | Lubiana                                                                 | Slovenia                                                                | 1 – 0                                                                   | Croazia                                                                 | Qual. Mondiali 2022                                                     | 1                                                                       | 87’                                                                     |
| 27-3-2021                                                               | Soči                                                                    | Russia                                                                  | 2 – 1                                                                   | Slovenia                                                                | Qual. Mondiali 2022                                                     | -                                                                       | 86’                                                                     |
| 30-3-2021                                                               | Strovolos                                                               | Cipro                                                                   | 1 – 0                                                                   | Slovenia                                                                | Qual. Mondiali 2022                                                     | -                                                                       | 81’                                                                     |
| 1-6-2021                                                                | Skopje                                                                  | Macedonia del Nord                                                      | 1 – 1                                                                   | Slovenia                                                                | Amichevole                                                              | -                                                                       | 62’                                                                     |
| 4-6-2021                                                                | Capodistria                                                             | Slovenia                                                                | 6 – 0                                                                   | Gibilterra                                                              | Amichevole                                                              | -                                                                       | 46’                                                                     |
| 1-9-2021                                                                | Lubiana                                                                 | Slovenia                                                                | 1 – 1                                                                   | Slovacchia                                                              | Qual. Mondiali 2022                                                     | -                                                                       | 83’                                                                     |
| 4-9-2021                                                                | Lubiana                                                                 | Slovenia                                                                | 1 – 0                                                                   | Malta                                                                   | Qual. Mondiali 2022                                                     | 1                                                                       | 70’                                                                     |
| 7-9-2021                                                                | Spalato                                                                 | Croazia                                                                 | 3 – 0                                                                   | Slovenia                                                                | Qual. Mondiali 2022                                                     | -                                                                       |                                                                         |
| 8-10-2021                                                               | Ta' Qali                                                                | Malta                                                                   | 0 – 4                                                                   | Slovenia                                                                | Qual. Mondiali 2022                                                     | -                                                                       | 71’                                                                     |
| 11-10-2021                                                              | Maribor                                                                 | Slovenia                                                                | 1 – 2                                                                   | Russia                                                                  | Qual. Mondiali 2022                                                     | -                                                                       | 90+6’                                                                   |
| 11-11-2021                                                              | Trnava                                                                  | Slovacchia                                                              | 2 – 2                                                                   | Slovenia                                                                | Qual. Mondiali 2022                                                     | -                                                                       |                                                                         |
| 14-11-2021                                                              | Lubiana                                                                 | Slovenia                                                                | 2 – 1                                                                   | Cipro                                                                   | Qual. Mondiali 2022                                                     | -                                                                       | 31’                                                                     |
| 26-3-2022                                                               | Al Rayyan                                                               | Croazia                                                                 | 1 – 1                                                                   | Slovenia                                                                | Amichevole                                                              | -                                                                       | 63’                                                                     |
| 29-3-2022                                                               | Al Rayyan                                                               | Qatar                                                                   | 0 – 0                                                                   | Slovenia                                                                | Amichevole                                                              | -                                                                       | 46’                                                                     |
| 2-6-2022                                                                | Lubiana                                                                 | Slovenia                                                                | 0 – 2                                                                   | Svezia                                                                  | UEFA Nations League 2022-2023 - 1º turno                                | -                                                                       | 65’                                                                     |
| 5-6-2022                                                                | Belgrado                                                                | Serbia                                                                  | 4 – 1                                                                   | Slovenia                                                                | UEFA Nations League 2022-2023 - 1º turno                                | -                                                                       | 79’                                                                     |
| 24-9-2022                                                               | Lubiana                                                                 | Slovenia                                                                | 2 – 1                                                                   | Norvegia                                                                | UEFA Nations League 2022-2023 - 1º turno                                | -                                                                       | 71’                                                                     |
| 27-9-2022                                                               | Solna                                                                   | Svezia                                                                  | 1 – 1                                                                   | Slovenia                                                                | UEFA Nations League 2022-2023 - 1º turno                                | -                                                                       | 85’                                                                     |
| 17-11-2022                                                              | Cluj-Napoca                                                             | Romania                                                                 | 1 – 2                                                                   | Slovenia                                                                | Amichevole                                                              | -                                                                       | 23’ 46’                                                                 |
| 23-3-2023                                                               | Astana                                                                  | Kazakistan                                                              | 1 – 2                                                                   | Slovenia                                                                | Qual. Euro 2024                                                         | -                                                                       | 70’                                                                     |
| 26-3-2023                                                               | Lubiana                                                                 | Slovenia                                                                | 2 – 0                                                                   | San Marino                                                              | Qual. Euro 2024                                                         | -                                                                       |                                                                         |
| 16-6-2023                                                               | Helsinki                                                                | Finlandia                                                               | 2 – 0                                                                   | Slovenia                                                                | Qual. Euro 2024                                                         | -                                                                       | 65’                                                                     |
| 7-9-2023                                                                | Lubiana                                                                 | Slovenia                                                                | 4 – 2                                                                   | Irlanda del Nord                                                        | Qual. Euro 2024                                                         | -                                                                       | 90’                                                                     |
| 10-9-2023                                                               | Serravalle                                                              | San Marino                                                              | 0 – 4                                                                   | Slovenia                                                                | Qual. Euro 2024                                                         | 1                                                                       |                                                                         |
| 17-10-2023                                                              | Belfast                                                                 | Irlanda del Nord                                                        | 0 – 1                                                                   | Slovenia                                                                | Qual. Euro 2024                                                         | -                                                                       | 75’                                                                     |
| 17-11-2023                                                              | Copenaghen                                                              | Danimarca                                                               | 2 – 1                                                                   | Slovenia                                                                | Qual. Euro 2024                                                         | -                                                                       | 73’                                                                     |
| 26-3-2024                                                               | Lubiana                                                                 | Slovenia                                                                | 2 – 0                                                                   | Portogallo                                                              | Amichevole                                                              | -                                                                       | 67’                                                                     |
| 4-6-2024                                                                | Lubiana                                                                 | Slovenia                                                                | 2 – 1                                                                   | Armenia                                                                 | Amichevole                                                              | -                                                                       | 71’                                                                     |
| 8-6-2024                                                                | Lubiana                                                                 | Slovenia                                                                | 1 – 1                                                                   | Bulgaria                                                                | Amichevole                                                              | -                                                                       | 61’                                                                     |
| 6-9-2024                                                                | Lubiana                                                                 | Slovenia                                                                | 1 – 1                                                                   | Austria                                                                 | UEFA Nations League 2024-2025 - 1º turno                                | -                                                                       | 63’                                                                     |
| 14-11-2024                                                              | Lubiana                                                                 | Slovenia                                                                | 1 – 4                                                                   | Norvegia                                                                | UEFA Nations League 2024-2025 - 1º turno                                | -                                                                       | 72’                                                                     |
| 17-11-2024                                                              | Vienna                                                                  | Austria                                                                 | 1 – 1                                                                   | Slovenia                                                                | UEFA Nations League 2024-2025 - 1º turno                                | -                                                                       | 81’                                                                     |
| 20-3-2025                                                               | Bratislava                                                              | Slovacchia                                                              | 0 – 0                                                                   | Slovenia                                                                | UEFA Nations League 2024-2025 - Play-off                                | -                                                                       | 90’                                                                     |
| 23-3-2025                                                               | Lubiana                                                                 | Slovenia                                                                | 1 – 0 dts                                                               | Slovacchia                                                              | UEFA Nations League 2024-2025 - Play-off                                | -                                                                       | 67’                                                                     |
| 6-6-2025                                                                | Lussemburgo                                                             | Lussemburgo                                                             | 0 – 1                                                                   | Slovenia                                                                | Amichevole                                                              | -                                                                       | 39’ 90+1’                                                               |
| 10-6-2025                                                               | Celje                                                                   | Slovenia                                                                | 2 – 1                                                                   | Bosnia ed Erzegovina                                                    | Amichevole                                                              | -                                                                       | 66’                                                                     |
| Totale                                                                  |                                                                         | Presenze                                                                | 42                                                                      |                                                                         | Reti                                                                    | 4                                                                       |                                                                         |

## Palmarès

### Club

#### Competizioni nazionali
- Coppa d'Austria: 1

Sturm Graz: 2017-2018
- Coppa Svizzera: 1

Lugano: 2021-2022